# AIM-65

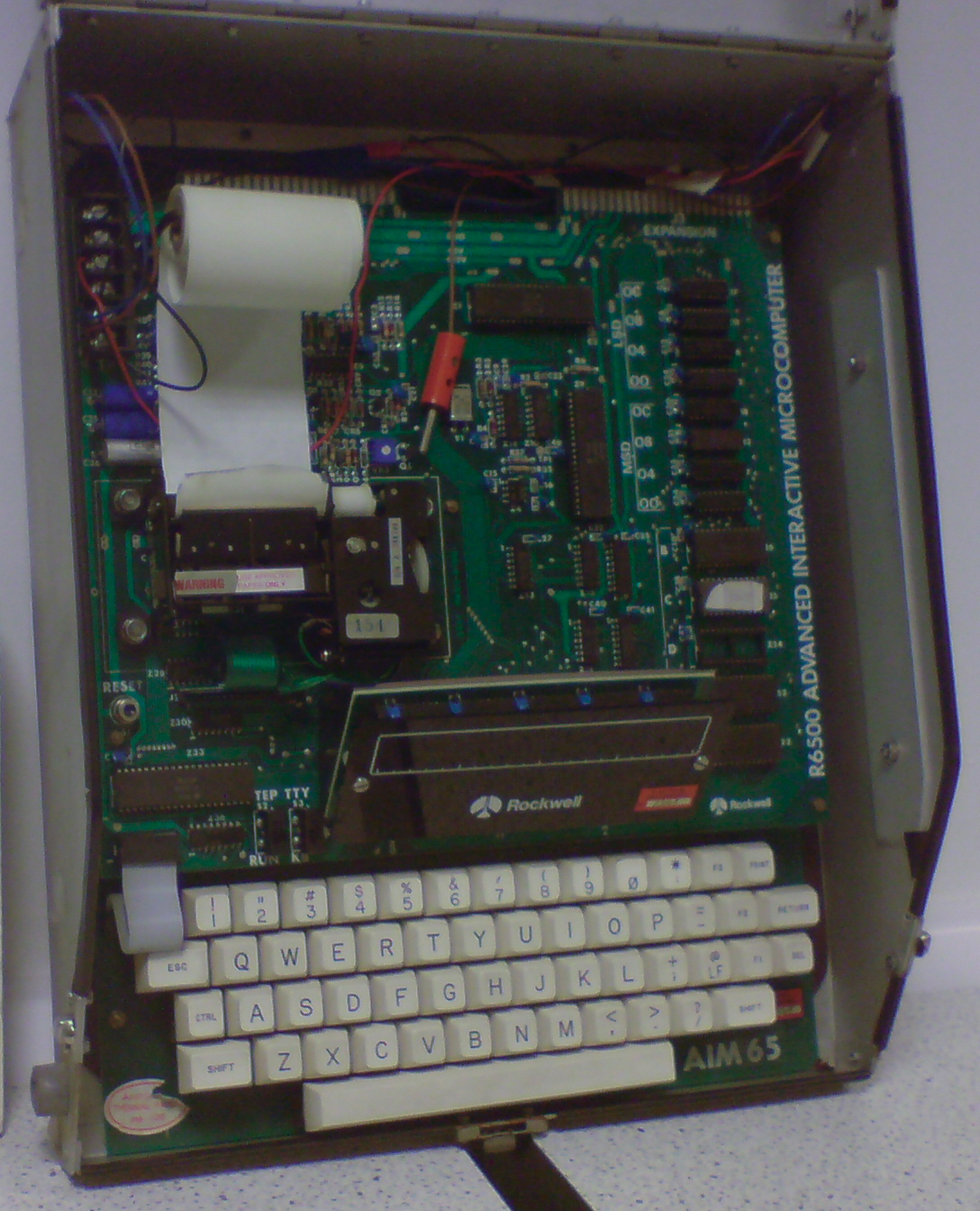
AIM-65

AIM-65 は、ロックウェル・インターナショナルが1976年に発売した高機能のワンボードマイコンであり、MOS 6502 を搭載していた。

## 概要
AIM-65 は基本的に KIM-1 を拡張したものである。利用可能なソフトウェアとしては、機械語モニタ、BASICインタプリタ、アセンブラ、Pascal、PL/65、Forth処理系があった。拡張部品としてフロッピーディスクコントローラもあった。
機械語モニタを含むROM上の標準ソフトウェアは Advanced Interactive Monitor と呼ばれ、ラインアセンブラ、逆アセンブラ、メモリおよびレジスタの内容表示機能、他のプログラムの起動機能などを備えていた。マスク不可割り込み（NMI）を使ったステップ実行も可能であった。コマンドプロンプトは "<" で、1文字のコマンドを受け付け、その文字と ">" を表示する。熱転写プリンタがONになっていると、それが一行として印字される。機械語モニタには各種サービスルーチンがあり、ソースコードと説明文書が添付されていた。
カセットテープ2台を制御可能で、大規模なアセンブリ言語プログラムを2パスのアセンブラROMを使って書くことが可能である。テキスト内のソースコードが入力テープに2回連続して書かれ、アセンブラが呼び出される。入力カセットテープはモーター制御によって起動・停止される。1回目のパスでは、シンボルテーブルが作成され RAM に格納される。2回目のパスでシンボルテーブルが翻訳され、出力用テープにコードが書かれ、このときもモーター制御が使われる。コードを RAM 上に格納せずに済むので、大きなプログラムでもアセンブル可能であった。しかし、RAM は4KBしかないため、シンボル名を短くする必要があった。
1981年、ロックウェルは表示を40桁に拡張した AIM-65/40 を発売した。
MTU は1978年、KIM-1 と AIM-65 で使える "Visible Memory" を発売した。これは、グラフィックディスプレイ機能を提供するものである。また、MTU は KIM-1 と AIM-65 でリアルタイム動作するシンセサイザーも発売している。これはデジタル-アナログ変換回路とソフトウェアによる4声のwavetable synthesisを組み合わせたものであった。

## 仕様
- QWERTY配列のフルキーボード装備
- 20桁の英数字LEDディスプレイ（16セグメント）
- 20桁の熱転写プリンタ装備
- RS-232 シリアル・インタフェース
- 拡張コネクタ
- 6522 VIA チップによるアプリケーションコネクタ（パラレル・インタフェース）
- 4 KB RAM
- 4 KB ROM/EPROMチップ用のソケットを5個装備

## プログラミング
PL/65 は、ロックウェル・インターナショナルが AIM-65 向けに設計・実装したプログラミング言語である。。ALGOL と PL/I の混合に基づき、6502 の使えるリソース量の限界に合わせるように単純化した言語であった。